# Sergent de la salle des rapports
Le sergent de la salle des rapports (SSR) ou le sergent quartier-maître de la salle des rapports (SQMSR) est le commis en chef d'un bataillon d'infanterie de l'armée britannique, assistant l'adjudant. La première nomination a lieu si le greffier en chef détient le grade de sergent de couleur et la seconde s'il détient le grade d ' adjudant classe 2.
Le SSR est la nomination de sergent de couleur la plus ancienne dans un bataillon. Le SQMSR est la troisième nomination la plus élevée d'Adj2 dans un bataillon après le sergent quartier- maître régimentaire et le sergent quartier-maître technique.